# 拟细角蚱
拟细角蚱（学名：Tetrix tenuicornoides）一种发现于中华人民共和国吉林省长白山地区的昆虫，隶属于蚱科蚱属。

## 形态特征
本种与细角蚱（Tetrix tenuicornis）相似，体型小，雄性成虫体长7.56～9.62毫米，前胸背板长6.92～7.96毫米。头顶稍突出于复眼前缘，其宽约为一复眼宽的1.54倍。触角丝状，14或15节，中段一节长为宽的5.11倍。前翅卵圆形；后翅短，离前胸背板后突末端较远。身体呈暗褐色。雌性成虫体型较雄性大，上产卵瓣的长为宽的2.46倍。